# Rdeča griva
Rdeča griva (znanstveno ime Ramaria botrytis) je gliva iz rodu griv (Ramaria). Je tipska vrsta tega rodu.

### Značilnosti
Trosnjak je grmičaste oblike in velik v primerjavi z drugimi grivami.
Bel mesnat bet se razveja v številne veje in vejice, ki se končajo z rožnatimi do rdeče vijoličastimi vršički. Trosovnica je na površini vršičkov.
Ima prijeten okus in sladkoben vonj.

### Podobne vrste
- Strupena lepa griva (Ramaria formosa) ima okrasto rožnate vejice in rumene vršičke.
- Neužitna prelestna griva (Ramaria subbotrytis) je v celoti bolj rožnate do rdečkaste barve, je brez vonja in okusa ter ima manjše trose.

### Razširjenost in življenjski prostor
Rdeča griva raste v listnatih in mešanih gozdovih. Z drevesi, najpogosteje z bukvami, je v sožiteljski povezavi - mikorizi. V Sloveniji je dokaj redka.

### Uporabnost
Užitna.

### Mikroskopske značilnosti
Trosi so veliki 11-18 x 4-6 µm, podolgovati, razmerje med dolžino in širino Q = 2.4-3.1. Imajo spiralno črtast ornament. Hife imajo zaponke.